# Тобар
Тобар (ісп. Tobar) — муніципалітет в Іспанії, у складі автономної спільноти Кастилія-і-Леон, у провінції Бургос. Населення — 32 особи (2010).
Муніципалітет розташований на відстані близько 230 км на північ від Мадрида, 25 км на північний захід від Бургоса.

## Демографія
Динаміка населення (INE ):

## Галерея зображень

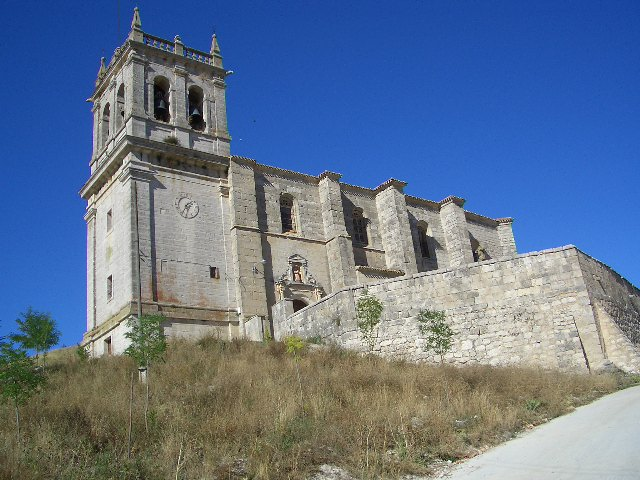
Церква Санта-Марія